# クロノアンペロメトリー
クロノアンペロメトリー（英：chronoamperometry）とは、電気化学で使われる測定方法の一種である。作用電極の電位を制御して変化させて電流を観測し、時間の関数として観測する。測定には主にポテンショスタットが使用される。

## 原理
測定には、作用極と対極（電池では負極と正極）から構成された二極式セル、さらに参照極を追加した三極式セルのどちらかを用いるのが一般的である。三極式セルの場合、作用極-参照極間の抵抗は大きく、電圧を測定するが、電流はほぼ流れない。作用極-対極間には電流を測定する。作用極をWE、対極をCE、参照極をREと表記することもある。セルに電流を流すと、以下の手順に従って、電流が観測される。
1. 作用極に還元反応が十分起こるような負の電位をかける。
2. 作用極付近のカチオン濃度が0になる。
3. カチオン濃度に差が生まれるので、濃度差を解消しようと電極に向かって拡散が起こる。
4. 拡散に伴い電流が観測される。